# Acacia subternata
Acacia subternata är en ärtväxtart som beskrevs av Ferdinand von Mueller. Acacia subternata ingår i släktet akacior, och familjen ärtväxter. Inga underarter finns listade i Catalogue of Life.